# جريج إل. ويت
جريج إل. ويت (بالإنجليزية: Gregg L. Witt)‏ هو رائد أعمال أمريكي، ولد في 6 مارس 1974 في وينونا في الولايات المتحدة.